# 248 (tal)
248 är det naturliga talet som följer 247 och som följs av 249.

## Inom vetenskapen
- 248 Lameia, en asteroid.

## Inom matematiken
- 248 är ett jämnt tal.
- 248 är ett Hexanaccital.

## Övrigt
Kommissarie Morses Jaguar hade registreringsnummer 248 RPA.